# Festival international du film de Moscou 2009
Le 31e festival international du film de Moscou a lieu du 19 au 28 juin 2009. Le George d'or est attribué au film russe Petia sur le chemin du Royaume des Cieux réalisé par Nikolaï Dostal.

## Jury
- Pavel Lounguine (Russie – président du jury)
- Shyam Benegal (Inde)
- Nick Powell (Royaume-Uni)
- Sergey Trimbach (Ukraine)
- Gulnara Dusmatova (Kazakhastan)

## Films en compétition
Les films suivants sont sélectionnés pour la compétition principale
| Titre anglais                            | Titre original                       | Réalisateur(s)              | Pays d'oringe      |
| ---------------------------------------- | ------------------------------------ | --------------------------- | ------------------ |
| Bibi (film)                              | Bibi                                 | Hassan Yektapanah           | Iran               |
| Beauty utsukushimono (ja)                | Beauty utusukushiimono               | Toshio Gotō (ja)            | Japon              |
| Chudo (ru)                               | Chudo                                | Alexandre Prochkine         | Russie             |
| Cinco días sin Nora                      | Cinco días sin Nora                  | Mariana Chenillo (en)       | Mexique            |
| Come Dio comanda (it)                    | Come Dio сomanda                     | Gabriele Salvatores         | Italie             |
| Happy New Year                           | Happy New Year                       | Christoph Schaub            | Suisse             |
| Today and the Other Days                 | Jeo nuk ui game                      | Wee An Choi                 | Corée du Sud       |
| Mała Moskwa (pl)                         | Mała Moskwa                          | Waldemar Krzystek           | Pologne            |
| Mediator                                 | Mediatori                            | Dito Tsintsadze             | Géorgie, Allemagne |
| Melody for a Barrel Organ                | Melodiya dlya sharmanki              | Kira Mouratova              | Ukraine            |
| Burning Mooki                            | Mooki bo'era                         | Lina Chaplin, Slava Chaplin | Israël             |
| La Salle n° 6                            | Палата № 6                           | Karen Chakhnazarov          | Russie             |
| Petia sur le chemin du Royaume des Cieux | Petya po doroge v Tsarstvie Nebesnoe | Nikolaï Dostal              | Russie             |
| Crayfish                                 | Raci                                 | Ivan Tscherkelov            | Bulgarie           |
| The Missing Person                       | The Missing Person                   | Noah Buschel (en)           | États-Unis         |
| Prank                                    | Tréfa                                | Péter Gárdos                | Hongrie            |

## Source de la traduction
- (en) Cet article est partiellement ou en totalité issu de l’article de Wikipédia en anglais intitulé « 31st Moscow International Film Festival » (voir la liste des auteurs).